# Limopsis lanceolata
Limopsis lanceolata is een tweekleppigensoort uit de familie van de Limopsidae. De wetenschappelijke naam van de soort is voor het eerst geldig gepubliceerd in 1980 door Oliver & Allen.